# US F1 Team
US F1 Team (сокращение от United States Formula One Team ) — американский проект команды Формулы-1, которая должна была дебютировать в 2010 году.

## История
Team US F1, несмотря на небольшой[уточнить] по меркам «Формулы-1» бюджет, собиралась сама строить машину. Команда собиралась выступать под лозунгом «Сделано в США». Машины планировалось проектировать и строить в городе Шарлотт (штат Северная Каролина). Вспомогательная европейская база должна была быть расположена в Альканьисе, Испания, на базе команды Epsilon Euskadi из Мировой серии Рено. Руководство команды хотело, чтобы обоими автомобилями команды управляли американские гонщики. Наиболее вероятными претендентами являлись Марко Андретти и Кайл Буш. В прессе также называлась имя Даники Патрик, приглашение которой стало бы мощным пиар-ходом для привлечения всеобщего внимания к USGPE.

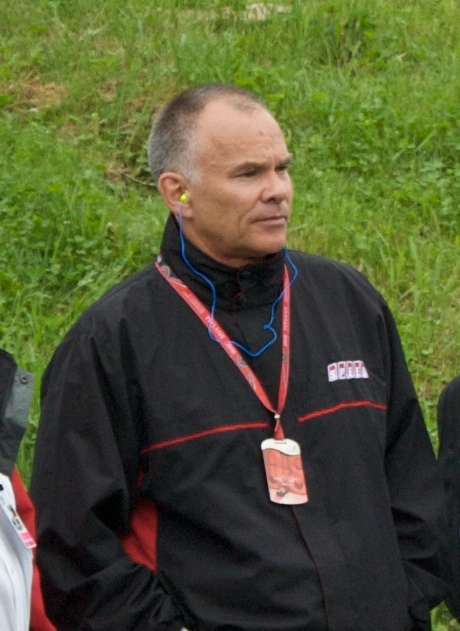
Питер Уиндзор на Гран-при Японии 2008 года.

Руководители проекта: Кен Андерсон и Питер Уиндзор.
Команда была официально представлена 24 февраля 2009 года в эфире американского телеканала SpeedTV.
Из-за того что права на аббревиатуру F1 принадлежат FOA, команду пришлось переименовать в USGPE. Тем не менее, 12 июня 2009 FIA включила команду в заявочный список участников на сезон 2010 года под названием Team US F1.
В апреле 2009 года Питер Уиндзор сообщил, что команда рассматривает возможность использования двигателей Cosworth..
Команда US F1 прекратила подготовку к сезону-2010.[когда?] Сотрудники были отправлены в неоплачиваемые отпуска, хотя чисто технически их контракты с командой продолжают[когда?] действовать.
Тем не менее, руководитель US F1 Кен Андерсон утверждал, что проект не закрыт и надеялся, что команде будет дозволено выйти на старт чемпионата мира 2011 года.
ФИА не заполнила вакансию, в результате чего в 2010 году выступило 12 команд.
В июне 2010 года команда US F1 была ликвидирована, а её имущество продано с аукциона.

## Cypher Group
В начале мая 2010 года появилась информация о новом проекте участия американской команды в «Формуле-1». Американская компания Cypher Group объявила о намерении собрать бюджет, достаточный для подачи заявки на участие в чемпионате мира 2011-го года. Планировалось, что база будущей команды будет располагается в Шарлотте, где располагался проект US F1. Помимо бывших сотрудников проекта US F1, в новую команду был вовлечён бывший руководитель отдела перспективных разработок Brawn GP Стив Браун. Также был назван один возможных кандидатов на место основного гонщика — 22-летний американец Джонатан Саммертон. Несмотря на то, что технический персонал включал в себя часть бывших сотрудников US F1, руководители компании отрицали любую связь с проектом US F1 и её руководителями, Кеном Андерсоном и Питером Уиндзором.
8 июля американская команда подтвердила факт подачи заявки в FIA на участие в сезоне 2011 года; Cypher Group присоединилась к Epsilon Euskadi, Villeneuve Racing/Durango и Stefan GP в борьбе за вакансию 13-й команды. Однако компания Cypher Group не смогла гарантировать бюджет, достаточный для выступления в сезоне 2011 года, и уже 30 июля отозвала заявку по финансовым соображениям.